# Laurence Harlé
Laurence Harlé (* 15. April 1949; † 4. Juni 2005) war eine französische Comicautorin.

## Leben
Im Jahre 1973 erschuf die dreifache Mutter zusammen mit dem Zeichner Michel Blanc-Dumont die Figur Jonathan Cartland, welche zuerst in dem kurzlebigen Magazin Lucky Luke und später in Pilote veröffentlicht wurde. Harlé beschrieb ihren Westernheld so: „Er ist ein Mann, der zwischen unterschiedlichen Kulturen hin- und hergerissen wird, ein bißchen naiv, denn er kennt seinen Weg nur unklar. Er ist eigentlich nie ganz unschuldig, gleichzeitig aber auch nicht vollständig verantwortlich für das, was geschieht.“ Die zehnbändige Serie erschien in Deutschland zunächst in der Reihe Die großen Edel-Western, später noch einmal vervollständigt bei den Verlagen Splitter und Comicplus+. Des Weiteren war sie als Autorin und Kolumnistin für französischsprachige Publikationen tätig. Sie starb am 4. Juni 2005 nach langer Krankheit im Alter von 56 Jahren.

## Werke
- 1974–1995: Jonathan Cartland

## Auszeichnungen
- 1988 Prix Alfred für das beste Album auf dem Festival International de la Bande Dessinée d’Angoulême für Jonathan Cartland, Band 8: les Survivants de l’ombre (dt.: Die Überlebenden des Schattens).